# Hugolinus Dörr
Hugolinus Dörr (né le 24 juillet 1895 à Sellerbach, mort le 6 juin 1940 au fort Brûlé) est un missionnaire catholique victime du nazisme.

## Biographie
Hugolinus Dörr entre en 1908 au gymnasium de la maison missionnaire St. Wendel et obtient l'abitur. À partir de 1913, il étudie la théologie à Mödling, près de Vienne, qu'il interrompt par le service militaire au moment de la Première Guerre mondiale. Il est ordonné prêtre le 28 janvier 1923 dans la Société du Verbe Divin.
Après avoir dû annuler un voyage en Chine pour cause de maladie, il retourne dans la Sarre. Il se soigne avec l'homéopathie, qui est interdite par l'Église. Après la prise du pouvoir par les nazis, il fonde en 1933 avec Jacob Hector et Carl Minster, l'Association économique de la Sarre contre l'incorporation du territoire du Bassin de la Sarre dans le Reich allemand. Le 26 août 1934, il prononce un discours en soutane devant 60 000 auditeurs lors d'une réunion du Front unique à Sulzbach. L'évêque de Trèves, Franz Rudolf Bornewasser, prend publiquement ses distances. Lorsque le NSDAP remporte le scrutin de la Sarre, Dörr s'enfuit en France. Après le début de la Seconde Guerre mondiale, il est interné en 1939 avec d'autres réfugiés de la Sarre et assassiné lors de l'invasion des troupes allemandes.